# Anunciación (Fra Angelico, Madrid)
La Anunciación (en italiano, Annunciazione) es un retablo realizado por el pintor toscano del Renacimiento Fra Angelico, sobrenombre de Guido di Pietro da Mugello (1400-1455). Está realizado con oro y temple al huevo sobre tabla, y (según las últimas investigaciones) fue pintado hacia 1425-1426 (antes se databa hacia 1430-1432). Consta de una escena principal, con el tema de la Anunciación a la Virgen María, y de una predela o banco con cinco pequeñas escenas más. El conjunto mide 194 cm de ancho y 194 cm de alto. Se exhibe actualmente en el Museo del Prado de Madrid.

## Historia
El conjunto fue pintado al temple sobre tabla entre 1425 y 1427 (anteriormente se databa entre 1430 y 1432) para la iglesia del convento de Santo Domingo de Fiesole (Italia), y actualmente se conserva en el Museo del Prado de Madrid.

En una capilla de la iglesia de Santo Domingo, de Fiesole, hay de su mano, en una tabla, la Anunciación del arcángel; parece un trabajo realizado en el cielo. En el fondo del paisaje se ve Adán y Eva, que fueron causantes de que la Virgen encarnase al Redentor.

Vendida por los frailes a Mario Farnese en 1611 para sufragar los gastos de la construcción del campanario de la iglesia, poco después este príncipe italiano la enviaba como regalo al valido del rey Felipe III, Francisco Gómez de Sandoval, duque de Lerma. En aquella época la obra se tenía en gran estima, pero no por su estilo o autoría, sino por su tema devoto y porque la escena principal recordaba al fresco —supuestamente milagroso— de la basílica de la Annunziata de Florencia, del que circulaban muchas copias.
Aunque el retablo se depositó en la Iglesia de los dominicos en Valladolid (Iglesia conventual de San Pablo), panteón de la Casa de Lerma, poco después se remitía al Convento de las Descalzas Reales de Madrid, posiblemente a raíz de la defenestración del duque de Lerma. Se conservó en el citado convento hasta mediados del siglo XIX. Precisamente en su claustro alto lo descubriría el pintor Federico Madrazo, a la sazón director del Museo del Prado, quien, tras no pocas gestiones conseguía que el rey consorte don Francisco de Asís se interesara por su traslado al Prado, consintiendo la priora del monasterio, que recibió a cambio otra Anunciación pintada por el propio Madrazo. Remitida al Museo como donación real el 16 de julio de 1861, desde ese momento se ha constituido en una de sus piezas más relevantes y conocidas.

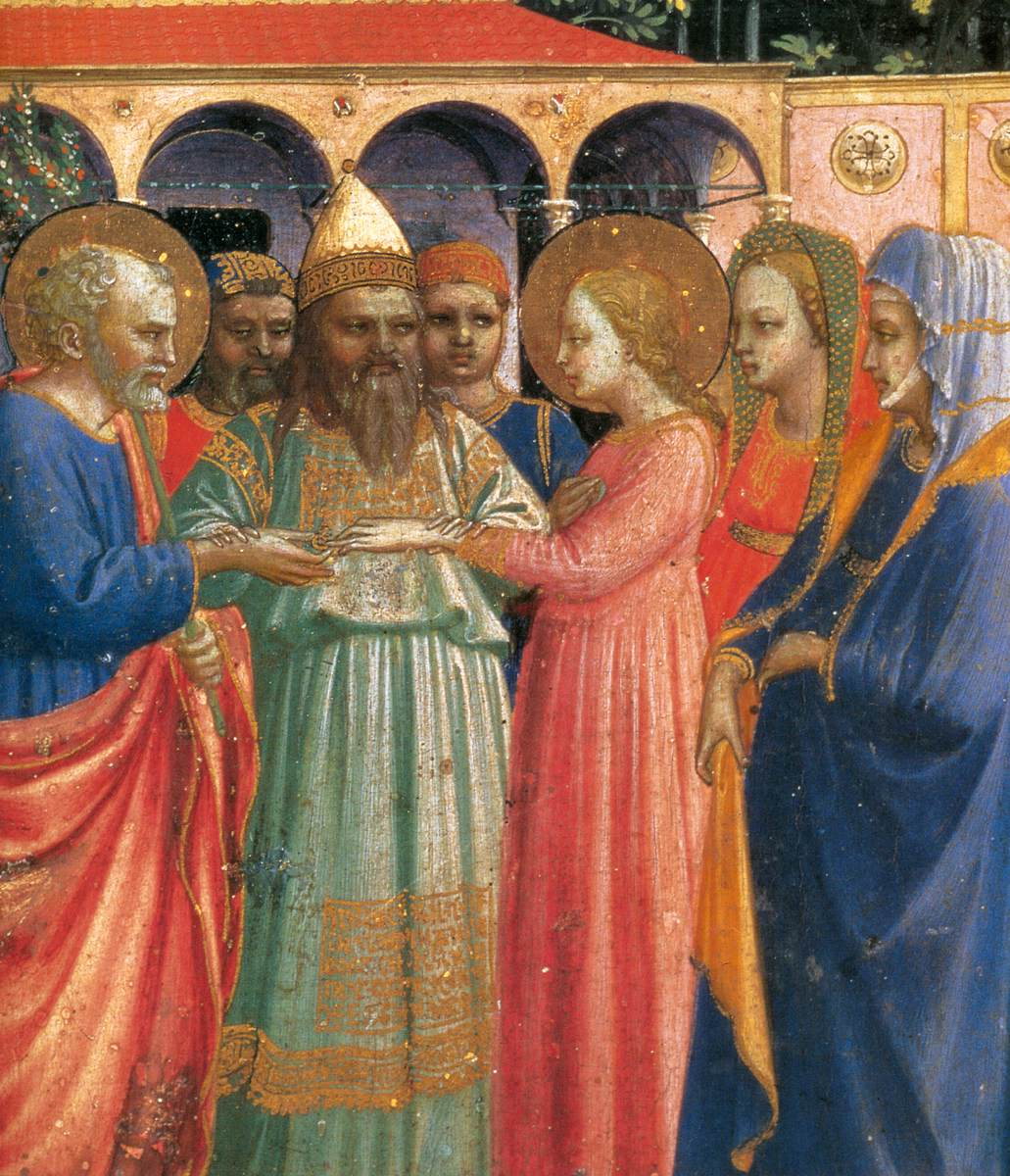
Detalle de los Desposorios de la Virgen de la predela (imagen anterior a su restauración en 2021).

## Descripción
Desarrolla en la escena principal el tema de la Anunciación, tal como aparece narrado en el Nuevo Testamento (Lc. 1,26-38), mostrando la escena en un pórtico de mármol abierto, all’aperto, que recuerda al Hospital de los Inocentes, construcción de un coetáneo de Fra Angelico como Brunelleschi, con arcos de medio punto que descansan sobre finas columnas blancas. Tiene bóvedas de arista, de color azul celeste sembrado de pequeñas estrellas de oro. En la fachada del pórtico hay un medallón con la figura de Dios Padre en grisalla. Al fondo del pórtico hay un cubículo con un banco.
El pórtico es de mármol, La Virgen está situada a la derecha. Parece que ante la llegada del ángel ha suspendido la lectura del libro que ahora mantiene sobre el regazo. Tanto ella como la figura del ángel, son dos personajes rubios, de blanca piel y de manos finas y alargadas. La Virgen lleva una túnica de color rosado y un manto azul ultramar. El ángel está vestido con un traje de color rosa con franjas de oro, ceñido a la cintura, que cae en grandes pliegues hasta los pies.
Se encuentra en un jardín, hortus conclusus, representación del paraíso. En el ángulo izquierdo de la pintura se ven las manos de Dios y de ellas sale un rayo de luz dorada que viene recto hacia la derecha, en el que viaja la paloma del Espíritu Santo. El vergel que hay delante del pórtico está cuajado de florecillas y tiene una espesa vegetación con algunos árboles entre los cuales puede verse a dos personajes: Adán y Eva, en este caso vestidos con pieles. Su expresión es de sumisión y de arrepentimiento. Representa en conjunto la escena, el principio y el final del pecado, los primeros padres y la salvación del hijo de María. Un ángel vigila detrás de ellos que abandonan el paraíso.
El cuadro se completa con una predela en la que se narran otras escenas de la vida de la Virgen. La predela se compone de cinco paneles donde se representan cronológicamente los episodios: Nacimiento y Desposorios, Visitación, Adoración de los Magos, Presentación en el Templo y Tránsito.

## Estilo
Se trata de una obra realizada alrededor del año 1425, es decir, en un momento de transición entre la pintura gótica y el Renacimiento. De la época medieval quedan rasgos como la minuciosidad propia de la miniatura, como puede verse en la flora delante de Adán y Eva, en las detalladas alas del ángel o en su halo dorado. La luz y el color son ya renacentistas, así como la austeridad de la arquitectura. Germán Bazin publicó en París una importante monografía de Fra Angelico en 1941; atribuye la tabla del Prado a un alumno de Fra Angelico llamado Zanobi Strozzi (1412-1468), haciéndose eco de una atribución anterior a este autor por Van Marle. Actualmente la crítica no cuestiona la atribución a Fra Angelico de forma mayoritaria. Si el autor no fuera Fra Angelico, debería ser alguien más capaz que Strozzi, que hubiera querido «perfeccionar y corregir la obra del maestro» (Germán Bazin).

## Conservación
La obra se conserva en condiciones razonables para su antigüedad. La tabla principal (formada por cuatro tablones verticales) y la predela han llegado hasta la actualidad con una moldura incompleta de relieve ajedrezado pintado en azul y rojo, que puede ser la original del siglo XV. Hasta su reciente restauración el retablo se apoyaba sobre un banco o base, en forma de altar, elaborado hacia 1920 por el taller Cano de Madrid. Se ha conjeturado que el conjunto pictórico pudo tener en origen columnas o imágenes verticales a los lados, ahora no localizadas.
La capa pictórica tanto de la escena principal como de las menores se conserva bastante bien. El daño más relevante en la Anunciación es una grieta vertical que cruza la imagen principal desde arriba, en la unión entre las tablas segunda y tercera que forman el soporte original. En un momento indeterminado estos dos tablones se separaron, lo que causó pérdidas de pintura y de dorado que afectaron sobre todo a las alas del ángel. Por suerte, el soporte se estabilizó después y no ha generado más problemas. Las faltas de pintura fueron rellenadas y disimuladas con toques de color.
En el año 2018, la pintura principal del retablo fue retirada de la exposición permanente para someterla a un proceso general de limpieza, consolidación y restauración, el primero en 75 años. Ya renovada, vio la luz el 8 de mayo de 2019, habiéndose limpiado por completo el cuadro y reintegrado mediante toques de color reversibles las zonas de pintura dañadas. Los detalles de pan de oro que se habían perdido fueron rehechos al modo tradicional y de acuerdo a las partes conservadas. En 2021 se presentó restaurada la predela con las cinco pinturas menores, que se ha colgado en su sala al lado y no debajo de la pintura principal para favorecer su contemplación.